# 桑園延命地蔵尊

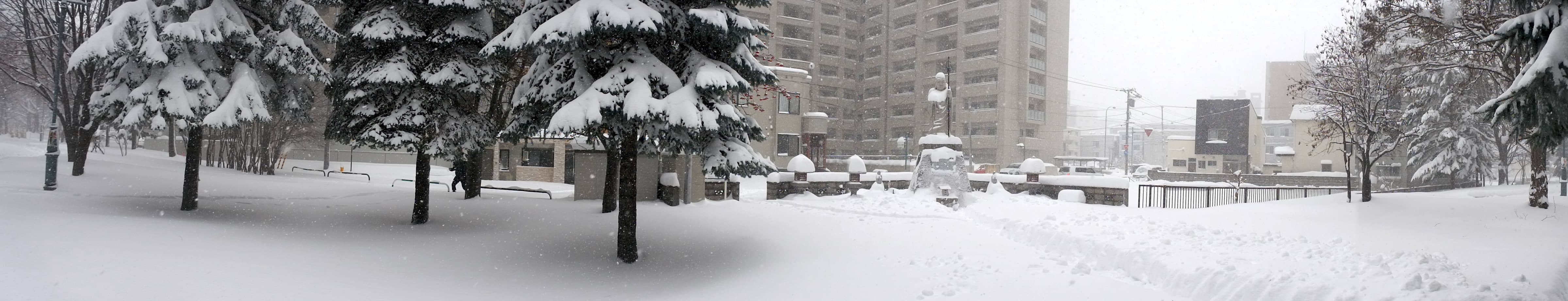
桑園延命地蔵尊パノラマ

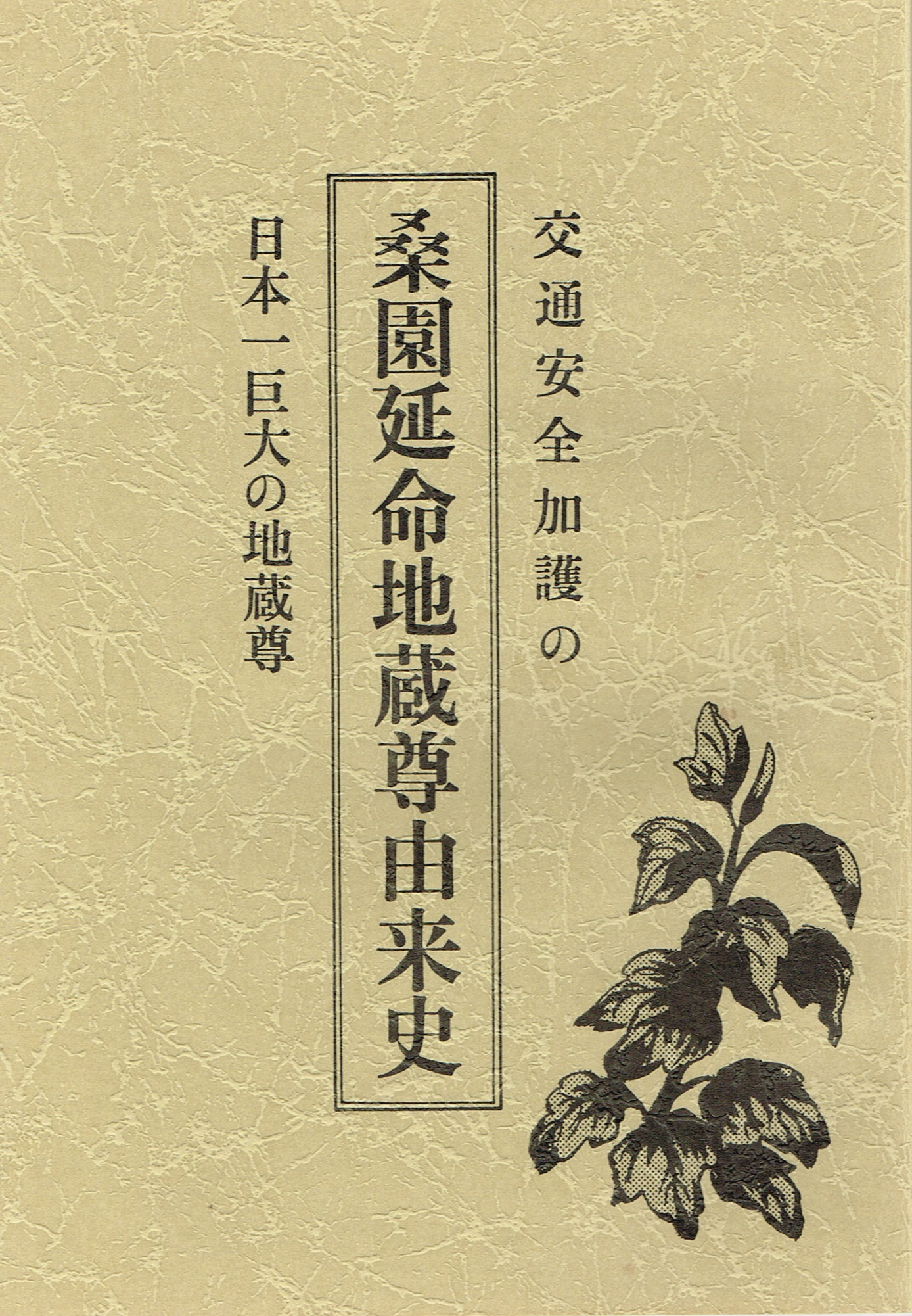
桑園延命地蔵尊由来史

桑園延命地蔵尊は、札幌市中央区北6条西10丁目5-1に建立する地蔵尊である。
周辺住民から魔の踏切と呼ばれた西11丁目踏切（札幌市中央区北6条西9丁目から11丁目付近で北海道道452号下手稲札幌線と交差地点に敷設された踏切）において、度重なり発生した鉄道事故犠牲者の慰霊を目的に、1927年（昭和2年）8月8日に建立された。現在も事故被害者の供養と交通安全祈願のため、毎年7月24日に例祭が執り行われている。
当時の調査によると、日本でもっとも大きな地蔵尊とされた。

## 像容
- 重量：3,500kg
- 全長：8尺（約2.6m）
- 座台の高さ：8尺（約2.6m）

## 建立までの経緯

### 明治政府による鉄道建設
幌内炭鉱で産出した石炭を手宮まで輸送するため、鉄道の建設計画が始まった。
1880年（明治13年）11月、手宮と札幌間（39.5km）に手宮線が開通。
1882年（明治15年）11月幌内と札幌間（553km）に幌内線が開通。
蒸気機関車の義経号及び辨慶号が主な輸送手段として用いられた。

### 事故原因
汽車による物資の運搬が増加するが、西11丁目踏切には遮断機などの安全装置が設置されておらず、たびたび鉄道事故が発生した。また、鉄道の両脇には身長を超えるほどの草木が密生し、日中でも薄暗い森林地帯であったことに加えて、鉄道の軌道がカーブしているため見通しが悪かった。とくに冬季は深く積もった雪が視界を妨げるとともに汽車の接近音をかき消してしまい、危険の予見を探りにくかったと考えられる。また、この頃になると自ら身を投じる事故も起こるようになり、やがて人々はここを魔の踏切と呼ぶようになり、住民たちは問題に苦慮していた。鉄道が開通した昭和2年以来、事故犠牲者の総数は364名に達した。

### 北門倶楽部と桑園倶楽部

#### 北門倶楽部
北海道庁北門通りで化粧品などの婦人用品を製造していた笹井政次（後述する由来史の著者である笹井子之作の実兄）が、寄り合いの集会所として店舗の一部を提供していた。毎月一回のペースで開催されたこの寄り合いが、のちに北門倶楽部となる。参加者は、市議会議員であった大村国豊を中心に、偕楽園地区（北7条西6丁目より西方面の地域）に居住する25名が在籍した。
1924年（大正13年）5月、この集会所において鉄道事故問題の解決を決議し対策に乗り出した。調査を進めた結果、鉄道事故の問題が生じていた東京府東京市大久保や大森のほか、旭川市曙、東川の踏切で、地蔵を建立して供養することにより事故を減らすことに成功していることが判明した。
ここで従来の集会所を北門倶楽部と改名した。

#### 桑園倶楽部
すでに北五条郵便局周辺で桑園倶楽部が発足しており、北5条西11丁目に所在していた小林商事株式会社代表の小林国次が会長を努めていた。
1926年（大正15年）春、北門倶楽部より計画案の提案があり、ここに両倶楽部が合同で地蔵尊建立計画を議決した。

#### 地蔵尊建立の発案
札幌市出身で地蔵研究家でもある三吉明十氏が有峰書店にて発行した書籍によると、全国に3,890体ある地蔵のなかでもっとも大きいものが1.6mであったとあり、両倶楽部はそれを超える日本一大きい地蔵を建立することで合意した。この建立計画が地元の新聞に報道され、関心を集めた結果、寄付金が総額で3,170円となった。当時は1,100円で大型の二世帯住宅が建設できる相場であった事を鑑みると、その金額の大きさのみならず、住民の期待と願いが強く込められていると想像できる。国会議員や地方議会議員、大中の企業経営者など発起人54名及び賛成人40名の合計94名が建立計画に携わっており、その芳名は座台に刻まれている。

### 地蔵尊体の完成
関係者の檀家寺である中央寺（札幌市中央区南6条西1丁目）の住職により、寺の向かいにあった石材工業会社で彫刻の仕事に従事していた阿部独海（本名：阿部彦左衛門）が紹介された。さっそく登別市から5,000kgの硬石を取り寄せ、全長2.6m（8尺）重さ3,500kgの地蔵尊体が完成した。また、市内で鞄や柳行李の製造販売していた（発起人でもある）上田良次より、19坪5合（約64.5㎡）が境内の土地として提供された。

### 桑園延命地蔵尊の発祥
1927年（昭和2年）8月5日、白い布に包まれた地蔵尊体が、中央寺付近の作業場から馬2頭に牽かれトラックで運び出された。地曳行列には袴姿に扮した由来史の著者である笹井子之作氏、以下二名が加わり静かにも荘厳のうちに行進した。行列をひと目見ようと市民が集まり、方々で合掌する姿が目立った。記録によると、建立地までの道順は中央寺前より北へ進み、北1条通に出て左折、西3丁目まで進んだところで右折し札幌駅前に出る。駅前の北5条通を西に進み、西10丁目で右折して北へ進み、北6条西10丁目の参道から持ち込まれた。翌日の8月6日、座台に乗せて建立作業が完了。8月8日に開眼式並びに入魂式が中央寺の住職らによって執り行われ、桑園延命地蔵尊がここに発祥するに至った。

## 保存会の運営

### 倶楽部解散と保存会設立
1929年（昭和4年）3月 - 北門倶楽部と桑園倶楽部が発展的に解散。
1929年（昭和4年）5月 - 桑園倶楽部内の会場にて、桑園延命地蔵尊保存会を設立。
1929年（昭和7年）4月 - 諸事情により檀家寺を新善光寺へ変更。総会もこれを承認した。

### 例祭継続の困難
大東亜戦争が始まると、住民の生活物資が困窮し供物の準備にも影響が出た。例祭を中止する声も挙がったが、保存会役員が数名で奔走し、僧侶一名のみの例祭に規模を縮小しながら物資不足の窮地をしのいだ。

#### 戦時下の例祭
本祭前日には住民による絵画の展示や行燈が数十本建ち並び、宵宮には露店も出た。会場では相撲大会や素人芝居、演芸会、映画上映、婦人らによる御詠歌が催され、子どもを従った父兄の参列でたいへん賑わった。

## 建立後の功績

### 事故の減少
桑園延命地蔵尊の建立後は不思議にも事故が減ったとされ、地蔵尊のお陰であると感謝の声とともに畏敬を集めた。その根拠の詮索は別として、事故減少による歓喜は近隣の住民のみならず札幌市民全体に及び、かつて暗いイメージであった周辺一帯が明るい雰囲気となった。

### アンダーパス
西11丁目の渋滞緩和と下手稲通の建設に伴い、「魔の踏切」と呼ばれた西11丁目踏切は1970年（昭和45年）4月で閉鎖され、翌1971年（昭和46年）末にアンダーパス化された。これにより長年の懸念であった鉄道事故が完全に解消され、桑園延命地蔵尊も役目を果すことになる。

### 高架鉄道開通
市内を南北に分断していた函館本線の一部が高架化されるに伴い、1988年（昭和63）年11月3日に桑園駅が高架駅となった。

## 副地蔵尊

### 初代副地蔵
厄除地蔵尊（向かって右）
札幌市南1条西1丁目で化粧品の卸販売業を経営していた大澤市兵衛が建立。
子宝地蔵尊（向かって左）
札幌市中央区大通4丁目付近で両替商を営んでいた早川正秀が建立。

### 二代目副地蔵
建立88年目にあたる2015年（平成27年）に、地蔵尊本体の改修と合わせて副地蔵も再建立された。

## 桑園延命地蔵尊保存会
昭和4年8月1日設立。

### 会長
- 初代目会長：小林国次
- 二代目会長：大金武
- 三代目会長：黒崎家正
- 四代目会長：笹井子之作（ミササ石鹸代表・由来史著者）
- 五代目会長：南部信行
- 六代目会長：下保僙
- 七代目会長：小林敬明

### 例祭日
例年7月24日（雨天順延）

### 映像制作
2001年（平成18年）総務係により、例祭の様子を収めた映像を制作する。
2021年（令和3年）映像がDVD化された。

## 桑園延命地蔵尊由来史
地蔵尊建立までの経緯から保存会発足と例祭の運営まで、詳細に記録された冊子が発行された。
発行日
1991年（平成3年）1月29日
著者
笹井子之 作

### 著者略歴
- 明治33年埼玉県に生まれる。
- 明治39年北海道北見国常呂郡上常呂町へ入植。
- 明治41年訓子府小学校に入学。
- 明治46年同小学校卒業
- 大正6年まで農業手伝い
- 大正7年東京都内へ移住。化学製品の研究に携わる
- 大正10年北見市へ帰郷直後に札幌へ移住
- 大正11年5月ミササ石鹸株式会社を設立

## 年表
- 1880年（明治13年）11月 手宮と札幌間（39.5km）が開通。
- 1882年（明治15年）11月 幌内と札幌間（553km）が開通。
- 明治から大正まで 住民の寄り合いである北門倶楽部が発足し、毎月1回の会合が開かれていた。
- 1924年（大正13年）5月 北門倶楽部が鉄道事故問題の解決を審議し対策に乗り出す。
- 1926年（大正15年）春 北門倶楽部並びに桑園倶楽部が協議し、日本でもっとも大きな地蔵尊の建立計画案で合意。
- 1927年（昭和2年）8月5日 中央寺付近の石材工場にて地蔵尊体が完成し、行列をなして現在の場所に運び込まれる。
- 同年8月6日 境内にて建立作業完了。
- 同年8月8日 開眼式並びに入魂式が挙行され、桑園延命地蔵尊が発祥する。
- 1929年（昭和4年）3月 北門倶楽部と桑園倶楽部が解散。
- 同年5月 桑園倶楽部の会場にて保存会役員選出のための総会を開催。会長及び役員などが決定。
- 同年8月1日 桑園延命地蔵尊保存会が設立。
- 1932年（昭和7年）4月 諸事情により檀家寺を新善光寺に変更し、総会がこれを承認。
- 1941年（昭和16年）12月8日 大東亜戦争勃発。困窮する生活事情のなか、小規模ながら例祭を続ける。
- 1971年（昭和46年） 北海道道452号下手稲札幌線のアンダーパス化により踏切が消滅。
- 1985年（昭和62年）11月 函館本線の一部が高架化。
- 1991年（平成3年）1月29日 笹井子之作氏により桑園延命地蔵尊由来史が発行。
- 2001年（平成18年） 保存会総務係により、例祭の様子を収めた映像を制作。
- 2015年（平成27年）7月21日 地蔵尊本体の修復。二代目の副地蔵が再建立。
- 2020年（令和2年）7月24日 コロナウイルス蔓延の影響で第94回例祭を中止。
- 2021年（令和3年）7月24日 コロナウイルス蔓延の影響で第95回例祭を中止。2年連続の中止となる。
- 同日 かつて保存会総務係に在籍した有志により、2001年に制作された映像がDVD化される。
- 2022年（令和4年） 第96回例祭を規模を縮小して開催。3年ぶり。
- 同年10月1日　北海道新幹線開通工事のため、地蔵前の札幌桑園停車場緑道線が閉鎖される。